# Odontognophos saturata
Odontognophos saturata är en fjärilsart som beskrevs av Fuchs 1902. Odontognophos saturata ingår i släktet Odontognophos och familjen mätare. Inga underarter finns listade i Catalogue of Life.